# She likes weeds
She likes weeds is een hit van de Nederlandse popgroep Tee Set uit 1970. De tekst kon worden opgevat als een speelse verwijzing naar cannabisgebruik, omdat weed(s) of wiet een aanduiding zou zijn voor marihuana. Het gebruik daarvan, ofschoon illegaal, vond in de loop van de jaren 60 steeds meer ingang bij internationaal befaamde artiesten in de popmuziek, zoals Bob Dylan en The Beatles, en ook in Nederland steeds meer in een subcultuur van experimenterende jongeren.
Het nummer was afkomstig van de lp In The Morning Of My Days en werd een internationaal succes. In de Verenigde Staten zou het nummer worden geboycot, omdat het zou refereren aan drugsgebruik. Volgens de ontkenning door zanger en tekstdichter Peter Tetteroo zou de titel echter slaan op "onkruid" en zou die zijn afgeleid van een dialoog in de film Funeral in Berlin (1966). Tetteroo vertelde destijds per abuis in diverse interviews dat de dialoog afkomstig zou zijn uit de eerdere film The IPCRESS File (1965).
In deze tijd begonnen pleitbezorgers van legalisering van cannabis een onderscheid te benadrukken dat kon worden gemaakt tussen zogenaamde softdrugs en harddrugs.
Later zouden andere Nederlandse popgroepen en zangers meer openlijk cannabis bezingen, zoals Doe Maar en Armand.

## Varia
- In 1966 zou Bob Dylan reeds het nummer Rainy Day Women ♯12 & 35 uitbrengen met in de tekst de aansporing "Everybody must get stoned". Het zou ook deze Amerikaanse zanger zijn geweest die in augustus 1964 de Beatles tijdens hun Amerikaanse tournee in contact bracht met cannabis.
- In 1971 zou de Britse band The Rolling Stones op een min of meer vergelijkbare wijze toespelingen maken op heroïne in hun hit Brown Sugar en vervolgens in 1976 J.J. Cale in het nummer Cocaine (en Eric Clapton in 1977 in een bekender geworden coverversie ervan) ronduit openlijk verwijzen naar de gelijknamige drug.

## Hitnoteringen

### Nederlandse Top 40
| Hitnotering: 24-10-1970 t/m 13-02-1971 | Hitnotering: 24-10-1970 t/m 13-02-1971 | Hitnotering: 24-10-1970 t/m 13-02-1971 | Hitnotering: 24-10-1970 t/m 13-02-1971 | Hitnotering: 24-10-1970 t/m 13-02-1971 | Hitnotering: 24-10-1970 t/m 13-02-1971 | Hitnotering: 24-10-1970 t/m 13-02-1971 | Hitnotering: 24-10-1970 t/m 13-02-1971 | Hitnotering: 24-10-1970 t/m 13-02-1971 | Hitnotering: 24-10-1970 t/m 13-02-1971 | Hitnotering: 24-10-1970 t/m 13-02-1971 | Hitnotering: 24-10-1970 t/m 13-02-1971 | Hitnotering: 24-10-1970 t/m 13-02-1971 | Hitnotering: 24-10-1970 t/m 13-02-1971 | Hitnotering: 24-10-1970 t/m 13-02-1971 | Hitnotering: 24-10-1970 t/m 13-02-1971 | Hitnotering: 24-10-1970 t/m 13-02-1971 | Hitnotering: 24-10-1970 t/m 13-02-1971 | Hitnotering: 24-10-1970 t/m 13-02-1971 |
| Week                                   | 1                                      | 2                                      | 3                                      | 4                                      | 5                                      | 6                                      | 7                                      | 8                                      | 9                                      | 10                                     | 11                                     | 12                                     | 13                                     | 14                                     | 15                                     | 16                                     | 17                                     |                                        |
| -------------------------------------- | -------------------------------------- | -------------------------------------- | -------------------------------------- | -------------------------------------- | -------------------------------------- | -------------------------------------- | -------------------------------------- | -------------------------------------- | -------------------------------------- | -------------------------------------- | -------------------------------------- | -------------------------------------- | -------------------------------------- | -------------------------------------- | -------------------------------------- | -------------------------------------- | -------------------------------------- | -------------------------------------- |
| Positie                                | 37                                     | 30                                     | 15                                     | 10                                     | 5                                      | 4                                      | 2                                      | 1                                      | 1                                      | 1                                      | 2                                      | 2                                      | 2                                      | 6                                      | 10                                     | 18                                     | 30                                     | uit                                    |

### Hilversum 3 Top 30
| Hitnotering: 31-10-1970 t/m 13-02-1971 | Hitnotering: 31-10-1970 t/m 13-02-1971 | Hitnotering: 31-10-1970 t/m 13-02-1971 | Hitnotering: 31-10-1970 t/m 13-02-1971 | Hitnotering: 31-10-1970 t/m 13-02-1971 | Hitnotering: 31-10-1970 t/m 13-02-1971 | Hitnotering: 31-10-1970 t/m 13-02-1971 | Hitnotering: 31-10-1970 t/m 13-02-1971 | Hitnotering: 31-10-1970 t/m 13-02-1971 | Hitnotering: 31-10-1970 t/m 13-02-1971 | Hitnotering: 31-10-1970 t/m 13-02-1971 | Hitnotering: 31-10-1970 t/m 13-02-1971 | Hitnotering: 31-10-1970 t/m 13-02-1971 | Hitnotering: 31-10-1970 t/m 13-02-1971 | Hitnotering: 31-10-1970 t/m 13-02-1971 | Hitnotering: 31-10-1970 t/m 13-02-1971 | Hitnotering: 31-10-1970 t/m 13-02-1971 | Hitnotering: 31-10-1970 t/m 13-02-1971 |
| Week                                   | 1                                      | 2                                      | 3                                      | 4                                      | 5                                      | 6                                      | 7                                      | 8                                      | 9                                      | 10                                     | 11                                     | 12                                     | 13                                     | 14                                     | 15                                     | 16                                     |                                        |
| -------------------------------------- | -------------------------------------- | -------------------------------------- | -------------------------------------- | -------------------------------------- | -------------------------------------- | -------------------------------------- | -------------------------------------- | -------------------------------------- | -------------------------------------- | -------------------------------------- | -------------------------------------- | -------------------------------------- | -------------------------------------- | -------------------------------------- | -------------------------------------- | -------------------------------------- | -------------------------------------- |
| Positie                                | 26                                     | 19                                     | 9                                      | 5                                      | 4                                      | 2                                      | 2                                      | 1                                      | 2                                      | 2                                      | 2                                      | 5                                      | 7                                      | 11                                     | 16                                     | 25                                     | uit                                    |

### NPO Radio 2 Top 2000
| Nummer met noteringen in de NPO Radio 2 Top 2000 | '99  | '00  | '01 | '02  | '03  | '04 | '05  | '06  | '07 | '08  | '09  | '10  |
| ------------------------------------------------ | ---- | ---- | --- | ---- | ---- | --- | ---- | ---- | --- | ---- | ---- | ---- |
| She likes weeds                                  | 1582 | 1689 | -   | 1643 | 1524 | 685 | 1995 | 1252 | -   | 1647 | 1308 | 1555 |

1. ↑  Een '-' betekent dat het nummer niet was genoteerd en een vetgedrukt getal geeft de hoogste notering aan.
2. ↑  Deze tabel is bijgewerkt tot en met de laatste editie (2024).